# Tommy (Film)
Tommy ist ein britischer Musikfilm von Ken Russell aus dem Jahr 1975. Er beruht auf der Rockoper Tommy der Musikgruppe The Who aus dem Jahr 1969.

## Handlung
Captain Walker steht auf einem Berg und betrachtet die Sonne. Nach einer Weile steigt er hinab, in die Arme seiner Frau Nora. Doch das Glück der beiden währt nur kurz in dieser Zeit des Zweiten Weltkriegs. Denn der RAF-Pilot Walker wird zu einem Einsatz befohlen, stürzt mit seinem Flugzeug ab und bald erhält Nora die Nachricht, dass ihr Mann vermisst werde. Am ersten Friedenstag kommt ihr gemeinsamer Sohn Tommy Walker zur Welt. Einige Jahre später lernt Nora in einem Feriencamp Frank Hobbs kennen und geht ein Liebesverhältnis mit ihm ein, während der kleine Tommy davon träumt, er werde ein eigenes Feriencamp haben, wenn er groß ist. Bald darauf hält Frank um Noras Hand an, als unvermittelt der vermisst geglaubte Captain Walker heimkehrt, die beiden in flagranti überrascht und von Frank erschlagen wird, was der kleine Tommy mit ansehen muss. Nora und Frank beschwören das Kind mehrfach, nichts gehört zu haben, nichts gesehen zu haben und in seinem Leben niemandem davon zu erzählen. Daraufhin wird Tommy blind, taub und stumm und lebt von nun an teilnahmslos vor sich hin, verfügt jedoch aufgrund seiner Behinderung über besondere innere Fähigkeiten. Doch bleibt die Frage: „How can he be saved / From the eternal grave?“
Als junger Mann wird Tommy einigen z. T. fragwürdigen Heilungsversuchen unterzogen. Seine Mutter bringt ihn in einen Tempel, in dem ein Prediger seine durch eine überlebensgroße Statue Marilyn Monroes versinnbildlichte Frau anpreist, die „eyesight to the blind“ bringe – als Tommy Monroes Statue anfasst, stürzt das Götzenbild um und zerbricht. Als Nächstes bringt ihn sein Stiefvater Frank zu der mit LSD arbeitenden Acid Queen, die Tommy die Droge verabreicht und damit bei ihm ekstatische Bewusstseinszustände mit einer Phantasmagorie in Bildern auslöst; nach dem Rausch aber bleibt nur, dass Tommy nicht geheilt ist. Seine Mutter und ihr Mann überlassen ihn sodann zur Beaufsichtigung nacheinander seinen Verwandten Cousin Kevin und Uncle Ernie, die ihn jeder auf seine Weise misshandeln. Als Tommy jedoch eines Tages in der Wohnung vor einem Spiegel steht, erscheint ihm sein Selbst, das Tommy trotz der Blindheit seiner leiblichen Augen zu schauen vermag, und führt ihn aus der Wohnung bis auf einen Schrottplatz, wo die Erscheinung plötzlich verschwindet; dafür findet Tommy auf dem Schrottplatz einen Flipperautomaten, an dem er wie besessen zu spielen anfängt, als habe er gefunden, was er sein Leben lang gesucht hat. Durch sein Flipperspiel wird er bald berühmt. Ohne sehen und hören zu können, spielt er meisterhaft mittels seiner Intuition, in einem großen Duell schlägt er den amtierenden Champ Pinball Wizard, der am Ende resignierend eingesteht: „I thought I was the Bally table king, / But I just handed my pinball crown to him.“ Tommy ist Weltmeister im Flipperspiel. Zahlreiche Anhänger scharen sich um ihn. Von Tommys Erfolgen profitierend führen Nora und Frank nun ein extravagantes, von übermäßigem Alkoholgenuss geprägtes Leben in bisweilen prunkhaft zur Schau gestelltem Reichtum. Dabei offenbart Nora eine tiefe innere Zerrissenheit, indem sie einerseits verblendet durch die Scheinwelt ihrer Luxusgüter von „A life of wealth and fame“ schwärmt, andererseits aber unter der Behinderung ihres Sohnes so leidet, dass sie ihren Kummer im Alkohol ertränkt. – Ein Doktor, den das jetzt zahlungskräftige Ehepaar unter Wiederaufnahme seiner Heilungsbemühungen mit Tommy konsultiert, kann an dessen Gesundheitszustand nichts ändern, stellt aber fest, dass die Behinderung psychosomatisch bedingt ist und Tommys Sinne eigentlich funktionieren sollten.

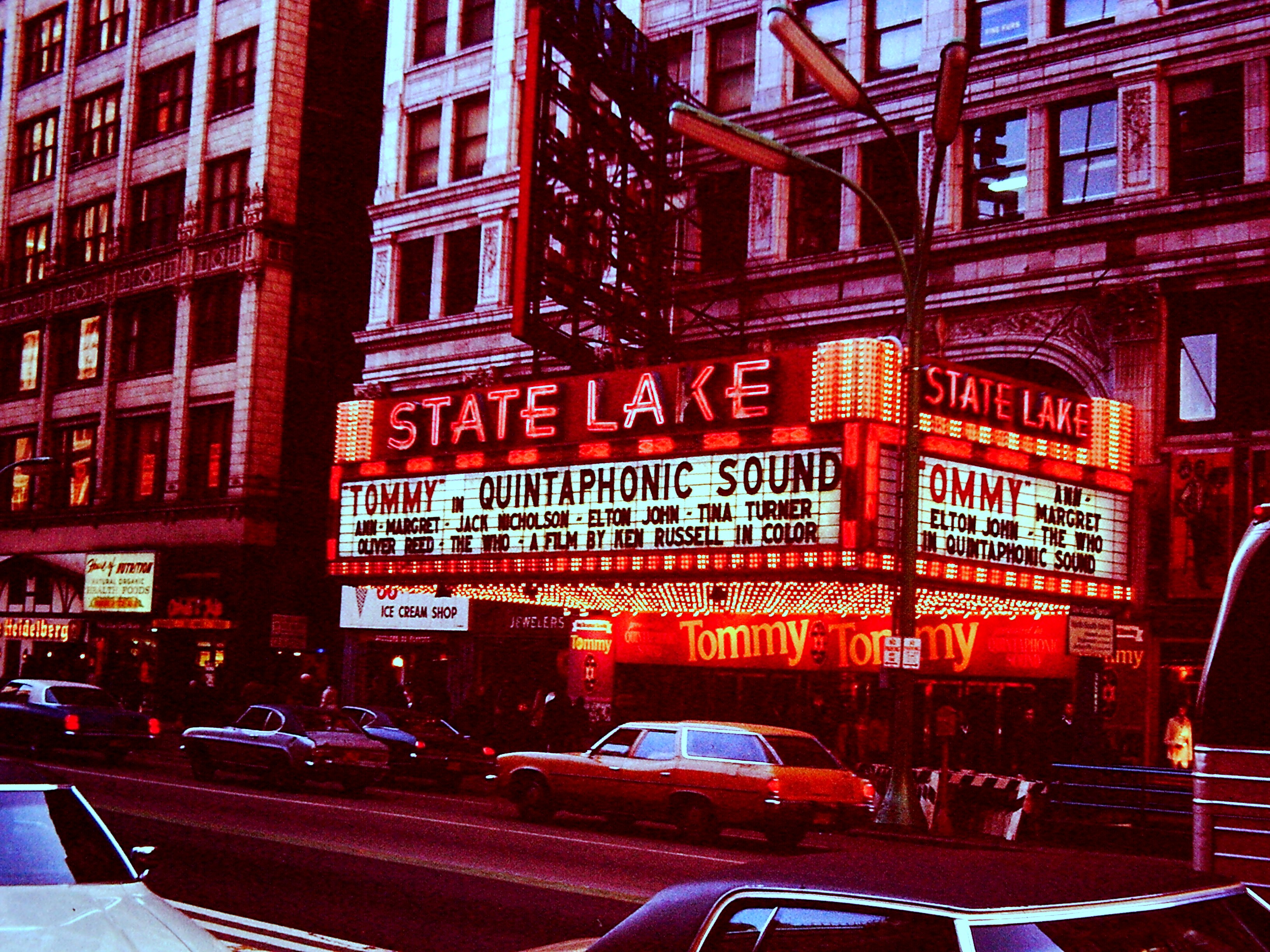
Aufführung des Films "Tommy" im State Lake Theater, Chicago

Bei einem Streit mit seiner Mutter, die verzweifelt über das von ihr mitverursachte Trauma ihres Sohnes ist, schleudert sie ihn unbeabsichtigt gegen den Spiegel. Tommy stürzt durch den zerbrechenden Spiegel hindurch, vereinigt sich wieder mit seinem Selbst und erlangt seine Befreiung. Er ist zunächst geblendet, hält seine Hände schützend vor die Sonne, dann aber erkennt er: „I’m free!“. Er kann wieder sehen, hören und sprechen.
Für seine Mutter ist Tommy jetzt ein Gott, seine Gefolgsleute sehen in ihm nach seiner Wunderheilung den neuen Messias. Als Zeichen ihrer Verehrung für ihn tragen viele von ihnen ein etwa ellenhohes, kreuzähnliches Symbol, ein hölzernes T (wie Tommy) mit einer Flipperkugel mitten auf dem Querbalken. Und Tommy versteht es als seine Aufgabe, seine Anhänger zu dem von ihm erreichten Ziel der Befreiung zu führen. Für die in Scharen eintreffenden Gefolgsleute wird allerdings Tommys Haus schnell zu klein, so dass sich endlich Tommys Kindheitstraum verwirklicht, als sein eigenes Camp errichtet wird: Tommy’s Holiday Camp, wo der von Tommy gelehrte Weg auf der Grundlage eines mit Ohrenstöpseln und Augenaufsetzern ausgeführten Flipperspiels begangen werden soll. – Indes treten bald Spannungen auf: Personen aus Tommys Umgebung (Nora, Frank, Uncle Ernie) kommerzialisieren seine Botschaft, etwa durch den Verkauf von Tommy-T-Shirts und anderen Fanartikeln; Tommy hingegen handelt uneigennützig und bleibt den Grundideen treu, die auf seiner eigenen Heilserfahrung beruhen. Auch erreicht seine Lehre seine Anhänger nicht hinreichend, sie finden die erhoffte Befreiung und Erleuchtung nicht. Der Gegensatz zwischen Tommys Wesen und Botschaft („I Am the Light!“) und der Natur der Masse der Anhänger lässt sich schließlich nicht mehr überbrücken. Die eigenen Anhänger werden gegen den befreiten Tommy aggressiv, wie von einem kollektiven Vernichtungswillen getrieben zerstören sie das Camp, töten Tommys Mutter und seinen Stiefvater. Tommy hat die Zerstörung des Camps überlebt. Er legt seine tote Mutter neben den Leichnam seines Stiefvaters und die Hände der beiden ineinander – für ihn gehören sie als seine Eltern zusammen. Tommy geht, von seinen Anhängern verlassen, alleine seinen Weg: Er besteigt einen Berg und tritt vor die Sonne hin. Mit diesem Bild des erleuchteten Tommy endet der Film.
Der Film enthält keine gesprochenen Dialoge, sondern die Lieder folgen ununterbrochen aufeinander bis zum Abspann. In der deutsch untertitelten Version wird die Handlung zu Beginn in einer kurzen Zusammenfassung erzählt.

## Soundtrack
Für den Film wurde ein eigener Soundtrack eingespielt, dabei wurden einige Lieder mit anderen Interpreten neu aufgenommen. Außerdem schrieb Pete Townshend einige Stücke extra für den Film (Champagne, Mother and Son, TV Studio). Der von Eric Clapton interpretierte Titel Eyesight to the Blind stammt von Sonny Boy Williamson II. Die Songs lehnen sich in Melodie, Text und Reihenfolge lose an das Album Tommy (The Who, 1969) an. Veränderungen gab es bei den Arrangements und wegen der Beteiligung weiterer Interpreten (unter anderem sangen die Darsteller Oliver Reed, Ann-Margret und Jack Nicholson). Der Song Tommy’s Holiday Camp wurde als Bernie’s Holiday Camp zusätzlich an anderer Stelle platziert. Ferner wurde eine Anpassung vorgenommen: Aus 1921 wurde 1951, Tommys Vater ist im Zweiten Weltkrieg verschollen, nicht im Ersten.
1. Overture
2. Prologue
3. Captain Walker
4. It’s A Boy
5. Bernie’s Holiday Camp
6. 1951
7. What About the Boy
8. Amazing Journey
9. Christmas
10. Eyesight to the Blind
11. Acid Queen
12. Do You Think It’s Alright?
13. Cousin Kevin
14. Do You Think It’s Alright?
15. Fiddle About
16. You Think It’s Alright?
17. Sparks
18. Extra, Extra, Extra
19. Pinball Wizard
20. Champagne
21. There’s a Doctor
22. Go to the Mirror
23. Tommy Can You Hear Me?
24. Smash the Mirror
25. I’m Free
26. Mother and Son
27. Miracle Cure
28. Sally Simpson
29. Sensation
30. Welcome
31. TV Studio
32. Tommy’s Holiday Camp
33. We’re Not Gonna Take It
34. See Me, Feel Me, Listening to You

## Kritiken
Roger Ebert schrieb in der Chicago Sun-Times, der Regisseur habe seinen Film als „das größte Kunstwerk des zwanzigsten Jahrhunderts“ bezeichnet. Ebert schrieb weiterhin, die Botschaft des Films – „falls eine vorhanden sei“ – sei in den letzten dreißig Minuten enthalten, in denen Tommy Opfer der Kommerzialisierung würde und seine Fans sich von ihm abwenden würden. Der Kritiker lobte die Darstellung von Ann-Margret, die „einfach großartig“ sei.
Hans-Christoph Blumenberg schrieb in der Zeit, „die optischen und akustischen Kabinettstückchen schlügen sich gegenseitig tot, Russells Inszenierung fehle es an Disziplin und Ökonomie. Was bliebe, sei eine aufgeblähte Revue modischer Obsessionen voll grenzenloser Eitelkeit.“
Das Lexikon des internationalen Films schrieb, der Film sei eine „optisch und akustisch orgiastische, zuweilen gewalttätige Verfilmung der gleichnamigen Rock-Oper von The Who“. Die erzählte „allegorische Geschichte, in der sich das wütende Aufbegehren der Rock-Generation ebenso artikuliert wie deren mystische Erlösungssehnsucht“ wurde als „greller Pop-Bilderbogen“ inszeniert, der „mit satirischen Seitenhieben auf die eigene Branche“ versetzt würde und „von einer effektbewußten Bürgerschreck-Attitüde“ getragen sei.

## Auszeichnungen
Ann-Margret als Beste Hauptdarstellerin und Pete Townshend für die Beste Filmmusik wurden im Jahr 1976 für den Oscar nominiert. Ann-Margret gewann 1976 den Golden Globe Award in der Kategorie Beste Hauptdarstellerin – Komödie oder Musical. Roger Daltrey und der Film als Bestes Musical oder Komödie wurden 1976 für den Golden Globe Award nominiert.

## Hintergrund
Pete Townshend war Anhänger des indischen Mystikers Meher Baba und Babas Lehren haben das Album Tommy beeinflusst („inspired by the teachings of Indian mystic Meher Baba“).
Der Film wurde in England – darunter in Brighton, Portsmouth und im Lake District – gedreht. Seine Produktionskosten betrugen schätzungsweise umgerechnet 5 Millionen US-Dollar.
Für den Film entwickelte der Toningenieur John Mosely das Mehrkanal-Tonsystem Quintaphonic Sound.